# Friedhofskapelle des Neuen Sudenburger Friedhofs

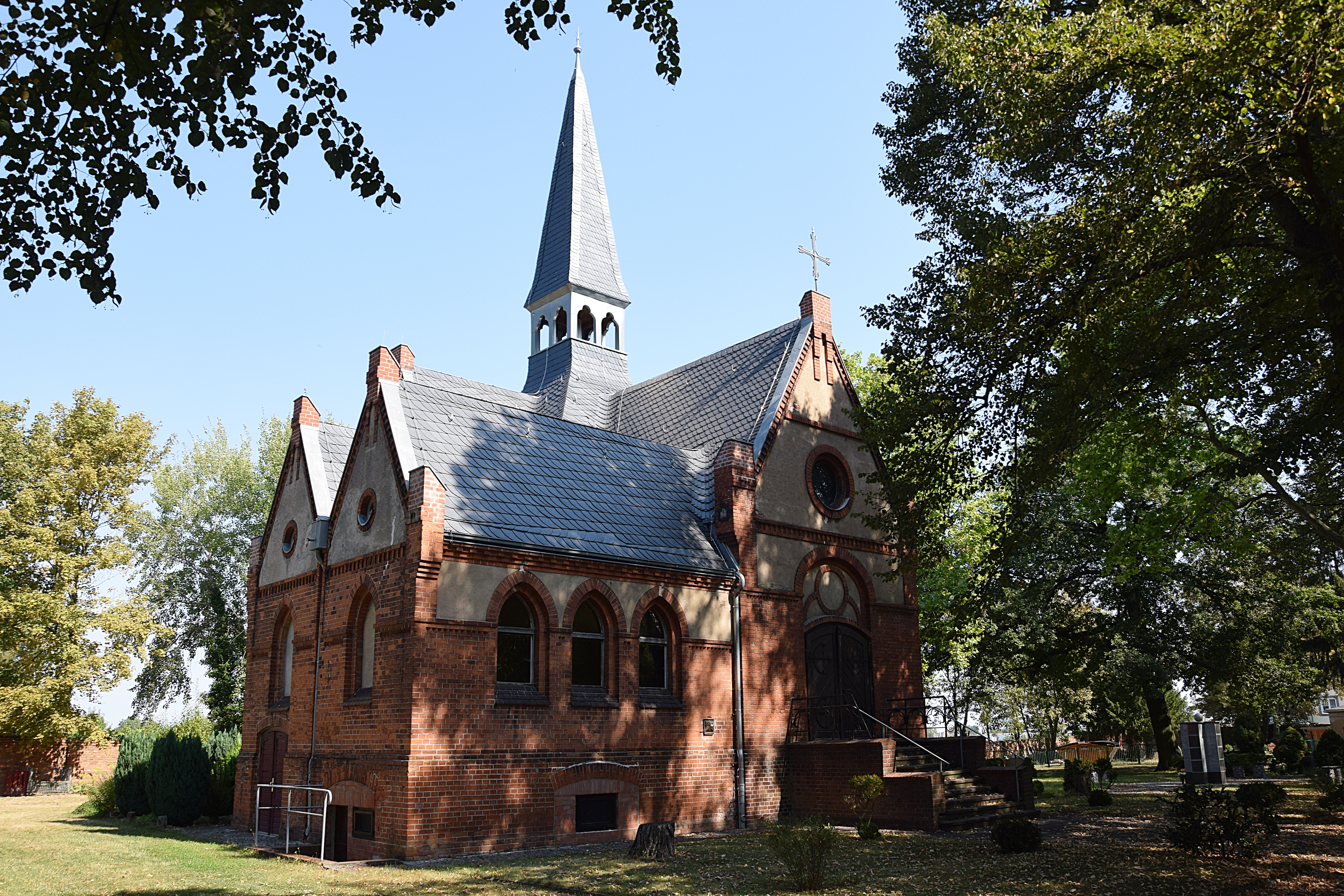
Friedhofskapelle, 2016

Die Friedhofskapelle des Neuen Sudenburger Friedhofs, auch als Kapelle auf dem neuen Friedhof bezeichnet, ist eine Kapelle auf dem Neuen Sudenburger Friedhof im Magdeburger Stadtteil Sudenburg.

## Lage
Die Kapelle befindet sich im nordöstlichen Teil des Friedhofs, nahe dem Eingang, unweit der Ecke Braunschweiger Straße/Kroatenwuhne. Von Norden läuft die Otto-Richter-Straße auf die Kapelle zu, was sie städtebaulich bedeutsam macht.

## Geschichte und Architektur

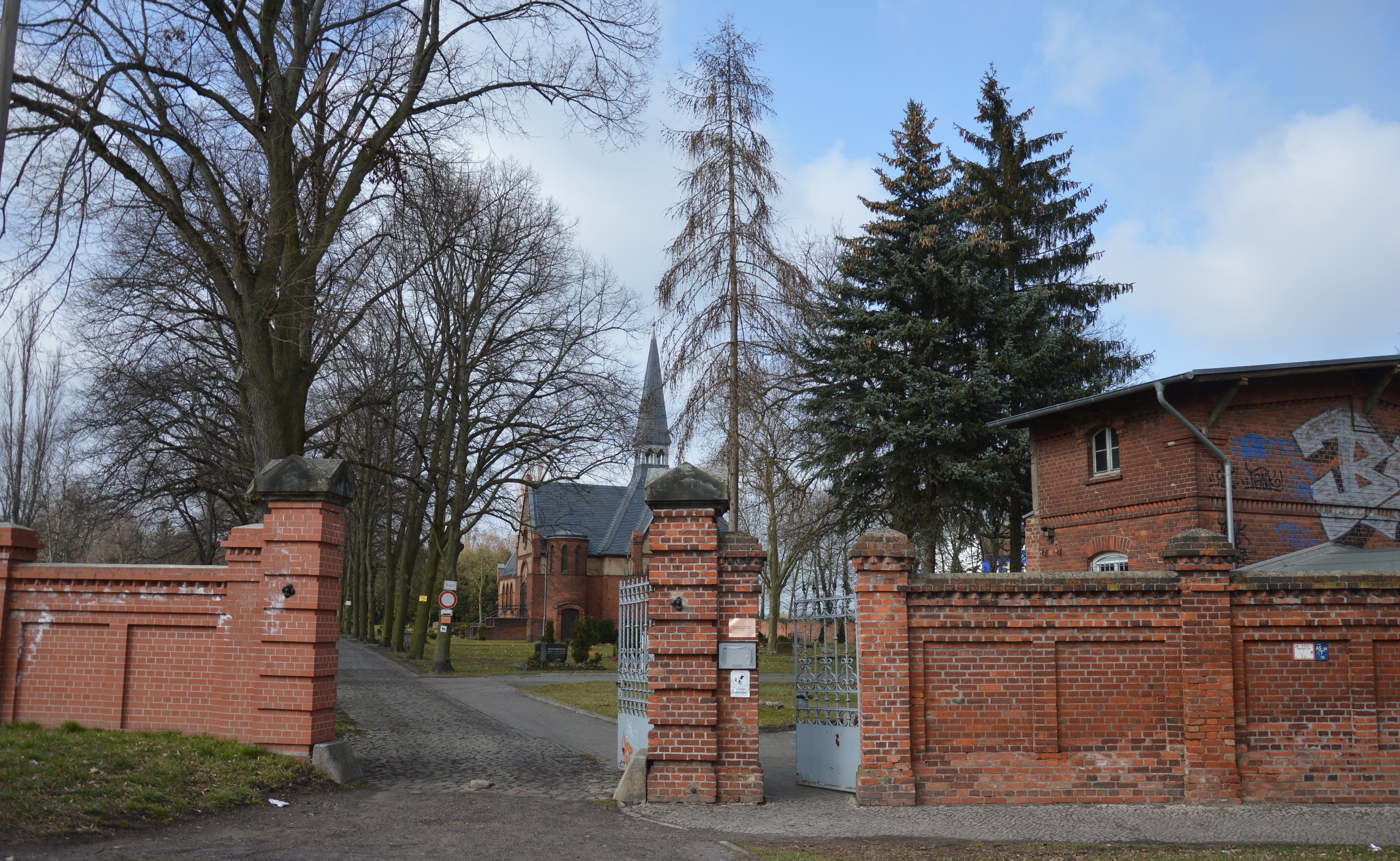
Eingang zum Neuen Sudenburger Friedhof, im Hintergrund die Friedhofskapelle

Die aus Ziegelsteinen errichtete Kapelle entstand im Jahr 1897 nach einem Entwurf des Stadtbauinspektors a. D. Emil Jaehn im Stil der Neogotik zeitgleich mit der Anlage des Friedhofs. Der Grundriss ist in Form eines Kreuzes angelegt. Bekrönt wird der Bau von einem Dachreiter mit quadratisch ausgeführter Laterne, der von einem Spitzhelm bedeckt ist. Am Eingang befindet sich ein kleiner Treppenturm. Auf der Nordseite der Kapelle schließt sich eine Leichenhalle an.
Das Innere der Kapelle besteht aus einem Zentralraum, der von einem offenen verbretterten Dachstuhl überspannt wird. Teile der Ausstattung stammen noch aus der Bauzeit.
Die Kapelle gilt als typisches Beispiel für die Friedhofsarchitektur der Gründerzeit.
Im örtlichen Denkmalverzeichnis ist die Kapelle unter der Erfassungsnummer 094 82663 als Baudenkmal verzeichnet.